# Edmund Malinowski (genetyk)

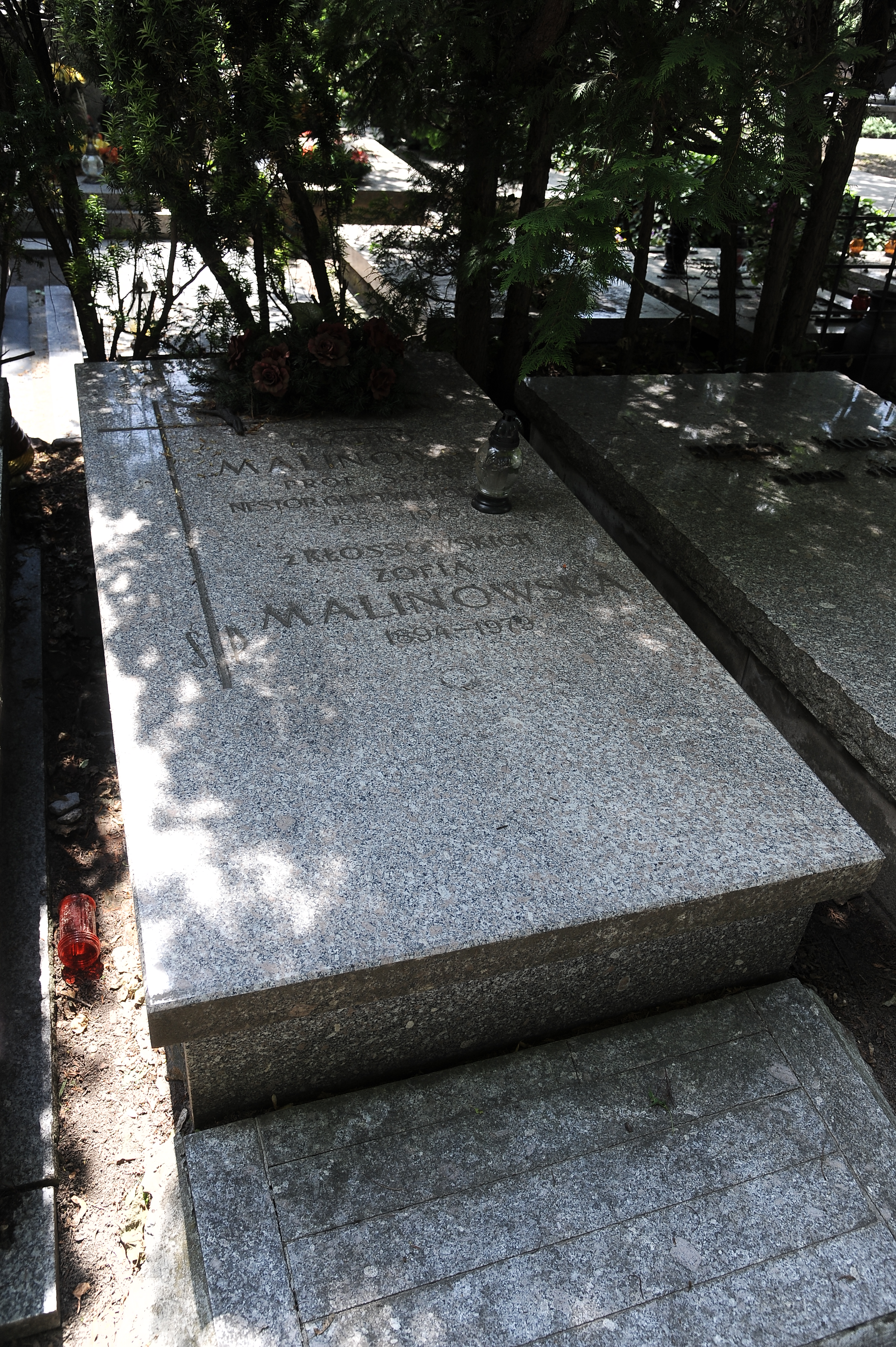
Grób Edmunda Malinowskiego na warszawskim cmentarzu Wojskowym na Powązkach

Edmund Malinowski (ur. 4 października 1885 w Dobrzyniu nad Wisłą, zm. 4 listopada 1979 w Warszawie) – polski botanik i genetyk.

## Życiorys
Urodził się w rodzinie Maksymiliana, nauczyciela, posła na sejm i senatora. Ukończył szkołę realną w Warszawie (1905) i studia botaniczne na uniwersytecie w Genewie (1909), gdzie uzyskał tytuł doktora w zakresie ewolucyjnej systematyki roślin. Po studiach pracował jako asystent na Uniwersytecie Jagiellońskim (1909–1910), nauczyciel i instruktor w Krajowej Szkole Ogrodniczej we Lwowie (1910–1911), a w latach 1911–1918 wykładał genetykę i botanikę na Wydziale Przyrodniczym Towarzystwa Kursów Naukowych w Warszawie. W latach 1913–1914 odbył studia uzupełniające w Hochschule für Bodenkultur w Wiedniu oraz John Innes Horticultural Institution w Londynie. Odbył także staż w Akademii Rolniczej w Dublanach. Od 1915 r. zaczął zajmować się genetyką, prowadząc stację doświadczalną w Morach pod Warszawą. W latach 1915–1918 docent na Politechnice Warszawskiej. Od 1919 r. był profesorem Uniwersytetu w Poznaniu i prowadził zakład doświadczalny w Skierniewicach. Od 1920 r. profesor genetyki i hodowli roślin w Szkole Głównej Gospodarstwa Wiejskiego w Warszawie. Od 1929 r. członek Polskiej Akademii Umiejętności, od 1930 - Towarzystwa Naukowego Warszawskiego.
W 1952 r. został członkiem korespondentem, a w 1957 r. członkiem rzeczywistym PAN.
W 1955 r. otrzymał Nagrodę Państwową II stopnia za prace badawcze nad heterozją roślin w minionym 10-leciu. Zostały mu nadane doktoraty honoris causa Wyższej Szkoły Rolniczej w Poznaniu (1960) i SGGW w Warszawie (1966).
Jest autorem pionierskich prac na temat konkurencji porostów naskalnych (1911, 1912) oraz wielu publikacji z zakresu genetyki roślin, dotyczących m.in. mieszańców pszenicy, heterozji, chorób wirusowych ziemniaka. Prace dotyczące heterozji wykazały dziedziczność nie tylko u roślin obcopylnych, ale także u samopylnych. Wykazał powstawanie mutacji u petunii i fasoli.
W wyniku badań nad mutacjami i wielokrotnym allelomorfizmem (allele) u petunii sformułował koncepcję współdziałania genów strukturalnych i regulatorowych, które warunkują m.in. typ wzrostu rośliny.
Zmarł w Warszawie, pochowany na cmentarzu Wojskowym na Powązkach (kwatera B37-1-4).

## Ordery i odznaczenia
- Order Sztandaru Pracy I klasy (1959)
- Krzyż Komandorski Orderu Odrodzenia Polski (10 listopada 1938)[5]
- Krzyż Oficerski Orderu Odrodzenia Polski (20 września 1951)[6]
- Medal im. Mikołaja Kopernika PAN (1973)

## Wybrane publikacje
Prace naukowe
- „Świat roślin” (1912),
- „Mieszańce pszenic” (1914),
- „Studia nad mieszańcami pszenicy” (1919),
- „Analiza genetyczna kształtów nasion u fasoli” (1921),
- „Problemat heterozji w świetle doświadczeń nad mieszańcami fasoli” (1924),
- „Morfologia roślin” (1965).

Podręczniki
- „Dziedziczność i zmienność” (1927),
- „Anatomia roślin” (wydanie 1. – 1938, wydanie 9. – 1981),
- „Genetyka” (wydanie 1. – 1958, wydanie 5. –  (1978).